# 艾莉娜·哈梅斯
艾莉娜·哈梅斯（德語：Alina Hammes，1992年2月4日—），德国女子羽毛球運動員。

## 簡歷
2011年7月，艾莉娜·哈梅斯代表德國出戰芬蘭萬塔舉行的歐洲青年羽毛球錦標賽，助國家隊贏得團體賽冠軍。

## 主要比賽成績
只列出曾進入準決賽的國際賽事成績：
| 年份   | 賽事                     | 公開賽級別 | 項目     | 成績   |
| ------ | ------------------------ | ---------- | -------- | ------ |
| 2009年 | 歐洲青年羽毛球錦標賽     | 其他       | 混合團體 | 準決賽 |
| 2011年 | 歐洲青年羽毛球錦標賽     | 其他       | 混合團體 | 冠軍   |
| 2014年 | 歐洲女子羽毛球團體錦標賽 | 其他       | 女子團體 | 季軍   |

| 2007-2017年 | 首要超級賽 | 超級賽 | 黃金大獎賽 | 大獎賽 | 國際挑戰賽 | 國際系列賽 | 未來系列賽 | 其他 |

| 2018-2026年 | 總決賽 | 超級1000賽 | 超級750賽 | 超級500賽 | 超級300賽 | 超級100賽 | 國際挑戰賽 | 國際系列賽 | 未來系列賽 | 其他 |